# جبل سانتا كروتشي
جبل سانتا كروتشي Monte Santa Croce هو جبل في ليغوريا، شمال إيطاليا وهو جزء من جبال الأبنين الليغورية.

## جغرافيا
يقع الجبل إلى الشرق من مدينة جنوة، وبنيت في سفحه بلدة بييف ليجوري وبعض قرى بوجلياسكو وسوري.

## الوصول إلى القمة
على قمتها، التي يمكن الوصول إليها عبر بعض المسارات القديمة، توجد كنيسة قديمة، كنيسة سانتا كروتشي القديمة جدًا، ويمكنك الاستمتاع بالمناظر الطبيعية التي تتراوح من بورتوفينو برومونتوري إلى سافونا ريفييرا.

وهي وجهة ثابتة لرحلات الجنويين، خاصة في أشهر الصيف حيث يتم تنظيم بعض الفعاليات على قمة التل من قبل بلدية بيفي.